# 猶太殖民協會
犹太殖民协会  （縮寫：JCA或ICA，意第绪语：ייִק"אַ），由莫里斯·德·赫希男爵于 1891 年 9 月 11 日创立。協會的目標是透过位於北美（加拿大和美国）、南美（阿根廷和巴西）和奥斯曼巴勒斯坦的幹事会购买土地並將其改造為农业殖民地，促进犹太人从俄罗斯和其他东欧国家的大规模移民。時至今天，ICA 仍然活跃於以色列，以犹太慈善协会（ICA）的名义支持特定的发展项目。 

## 历史

### 巴勒斯坦和以色列

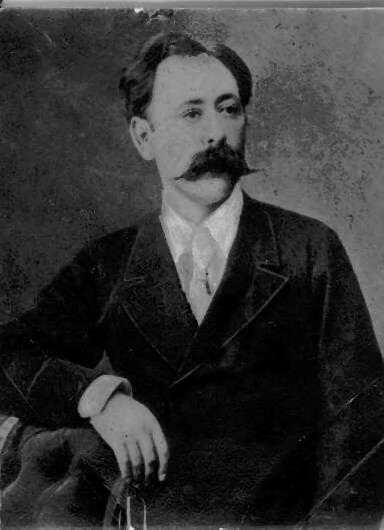
莫里斯·德·赫希男爵

1896 年，JCA 开始在奥斯曼巴勒斯坦为新成立的犹太农业社区提供支援。 1899 年，埃德蒙·詹姆斯·德·罗斯柴尔德男爵将他在巴勒斯坦的莫沙瓦 ( moshavot） 连同 1500 万法郎转让给了 JCA。从 1900 年 1 月 1 日开始，JCA 重组了殖民地获得财政和管理支援的方式，使殖民地能達至自給自足。 1900 年至 1903 年间，JCA 建立了 4 个新的莫沙瓦 、 卡法塔博爾 、 雅比聶 、 Melahamia（Menahamia）和 Bait Vegan。 此外，JCA 还在 Sejera 建立了一个农业培训农场。 
1924 ，JCA 於巴勒斯坦經營的項目由罗斯柴尔德男爵重组为巴勒斯坦犹太人殖民协会(PICA)，并由他的儿子詹姆斯·阿曼德·德·羅斯柴爾德领导。 PICA 于 1957 年和 1958 年将其大部分财产转让给以色列政府。 ICA 于 1933 年重新在巴勒斯坦開展活动，起初是与另一个基金合作，从 1955 年起称為「以色列 ICA 」。  ICA 目前正在支持以色列北部（加利利）和南部（内盖夫）地区的教育、农业和旅遊领域项目。 

### 美国
JCA 在美国新泽西州南部、康涅狄格州艾灵顿（以色列会众会堂）和其他地方建立了殖民地。 

### 土耳其
JCA 在 20 世纪初在土耳其地區建立了两个农业殖民地。 1891 年，JCA 在土耳其伊士麥卡拉塔什附近购买了土地，1902年時土地面積達 30 平方公里。面對种种困难，中心于 1926 年关闭。 在 JCA 的协助下，安纳托利亚的一群罗马尼亚犹太人于 1910 年在伊斯坦布尔建立了移民機構。 JCA 还在伊斯坦布尔的亚洲部分购买了土地，为数百个家庭建立了 米斯歐拉哈大沙农业殖民地。 1928 年，殖民地大部分被關閉，只剩下移民機構协助犹太人迁移到巴勒斯坦。

### 加拿大
JCA 在加拿大幹事会于 1906 年 11 月成立，协助安置数千名逃离俄罗斯的犹太难民，并监督该国所有 JCA 定居点的发展。由於经济因素（特别是大萧条），加拿大西部的所有殖民地在二战结束後解体。此后，JCA 的加拿大分会将其工作集中在东部，例如购买农场并向安大略和魁北克的农民提供贷款。 JCA 加拿大幹事会 1970 年代后不再提供贷款，并于 1978 年正式停止運作。 JCA 于 1978 年将其大部分文件存放在加拿大犹太人議会的国家档案馆，其余文件（「S」系列）在 1989 年後存放在那里。

## 总干事
- 西吉斯蒙德·索南菲尔德 (1891-1911) [9] [10]
- 路易斯·翁格爾 (1911-1949) [11]
- Victor Girmounsky 和 Georges Aronstein (1949-1977) [12]
- 维克多·吉尔蒙斯基[13]

## 外部連結
- 维基共享资源上的相關多媒體資源：猶太殖民協會